# Wilhelm Bachofen

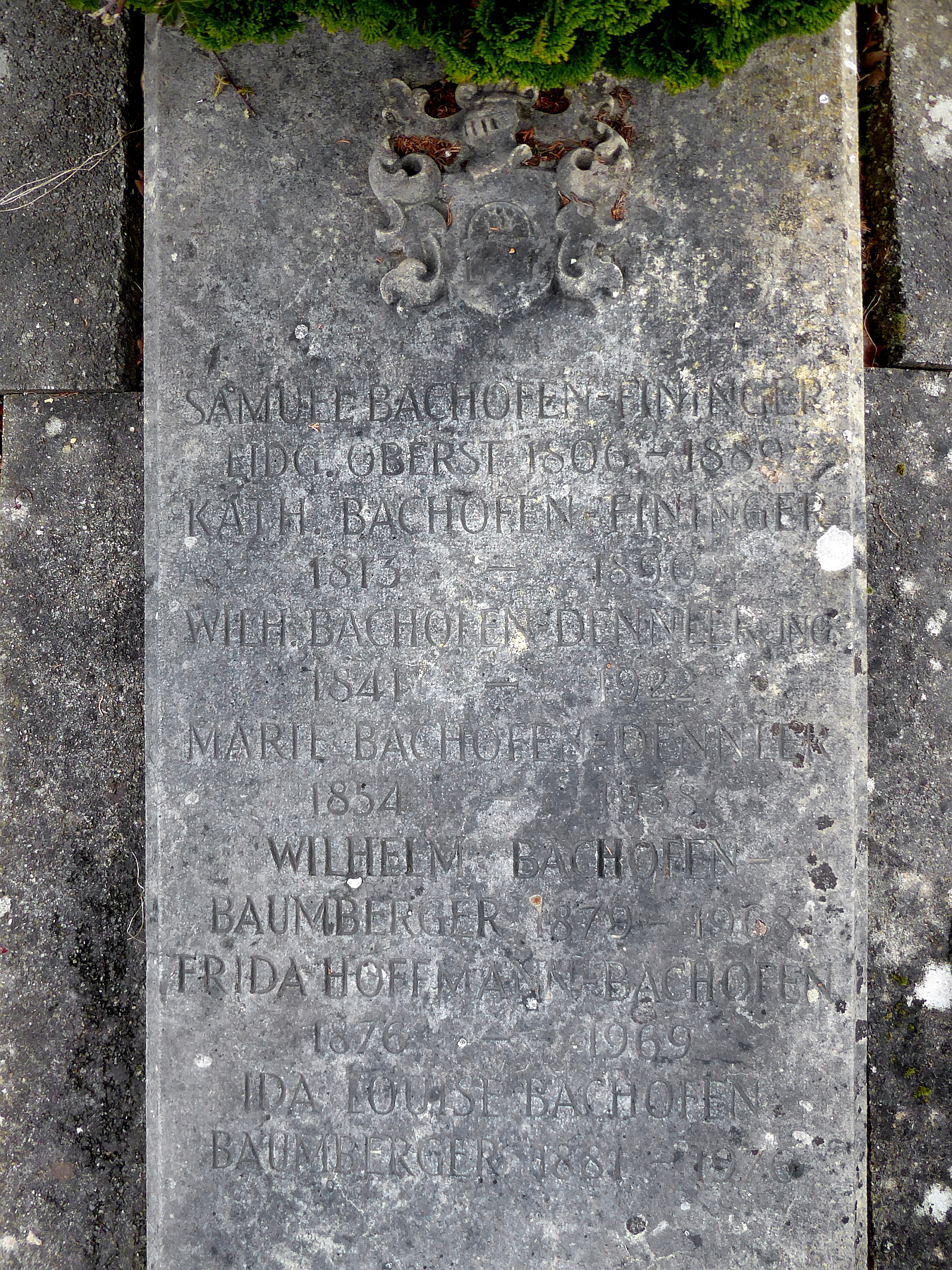
Familiengrab auf dem Friedhof am Hörnli, Riehen, Basel-Stadt

Wilhelm Bachofen (* 21. August 1841 in Basel; † 11. April 1922 ebenda) war ein Schweizer Ingenieur, Bauunternehmer und Politiker.

## Leben
Wilhelm Bachofen wurde als vierter Sohn des basel-städtischen Grossmetzgers, Grossrats und Obersts Samuel Bachofen und der Katharina Fininger geboren. Nach der Schulzeit in Basel studierte er von 1861 bis 1864 an der Ingenieurschule des Polytechnikums Zürich. Wie seine beiden älteren Brüder Samuel und Arnold wurde er beim Corps Rhenania aktiv und am 3. November 1861 rezipiert. Wenige Wochen später gehörte er am 29. November 1861 wie auch sein Bruder Arnold, Fritz Lotz und Hieronimus Seeli zu den sechs Stiftern des Corps Helvetia. 
Nach dem Studium liess er sich in Basel als Ingenieur und Baumeister nieder. 1875 heiratete er Marie Dennler. Sie hatten drei Töchter und zwei Söhne. Er war Inhaber der Baufirma W. Bachofen-Dennler, die nach Eintritt seines älteren Sohnes Wilhelm Bachofen-Baumberger (1879–1968) in W. Bachofen-Dennler & Sohn umbenannt wurde.
Von 1892 bis 1893 war er Oberschützenmeister der Gesellschaft der Feuerschützen Basel. Wie sein Vater gehörte er der Zunft zu Metzgern Basel 1248 an, deren Meister er 1900 war.
Er war Mitglied des Grossen Rates des Kantons Basel-Stadt. Am 3. Juni 1912 eröffnete er als Alterspräsident die neugewählte Synode der evangelisch-reformierten Kirche Basel.

## Die Brüder Bachofen und das Corpstudententum in der Schweiz
Von den drei Brüdern Wilhelm Bachofens sind zwei wie auch er selbst als Stifter von zwei Weinheimer Corps, Rhenania Zürich und Helvetia Zürich, hervorgetreten, ein einmaliger Sachverhalt in der Geschichte des Corpsstudententums. 
Samuel L. Bachofen (* 1835 in Basel; † 25. Januar 1858 ebenda) begann mit der Eröffnung des Polytechnikums Zürich ein Studium der Ingenieurwissenschaften. Zusammen mit Manfred Semper und acht weiteren Studenten stiftete er am 11. November 1855 das Corps Rhenania. Er starb bereits mit 23 Jahren noch als Student des Polytechnikums.
Arnold Bachofen (* 18. März 1840 in Basel; † 18. Dezember 1894 ebenda) studierte von 1859 bis 1862 an der Bauschule des Polytechnikums Zürich. Am 23. Oktober 1859 wurde er bei Rhenania rezipiert. Am 29. November 1861 stiftete er mit seinem Bruder Wilhelm, Hieronimus Seeli und drei weiteren Rhenanen das Corps Helvetia. Nach Abschluss des Studiums war er bis zu seinem Tode als Baumeister und Architekt in Basel tätig. Ab 1883 war er Oberstleutnant der Schweizer Armee.